# Margaret de Clare, condesa de Gloucester
Margaret de Clare, condesa de Gloucester y de Cornualles (12 de octubre de 1293 – 9 de abril de 1342) fue una noble inglés, heredera y segunda hija de Gilbert de Clare, VI conde de Hertford y su esposa de Juana de Acre, por lo que era nieta del rey Eduardo I de Inglaterra. Sus dos maridos fueron Piers Gaveston y Hugh de Audley, I conde de Gloucester.

## Matrimonio con Piers Gaveston
El 7 de noviembre de 1307, se casó con Piers Gaveston, el favorito de su tío Eduardo. En el momento del matrimonio ella tenía catorce años. Según Vita Edwardi Secundi, el rey arregló el matrimonio por "para fortalecer a Piers y rodearlo de amigos". Lord Gaveston celebró el matrimonio con un fastuoso torneo en el castillo de Wallingdord. El matrimonio de una heredera de la alta nobleza y un extranjero no fue del gusto  de la nobleza inglesa, y fue muy impopular. Su hija, Amy de Gaveston nació en torno al 6 de enero de 1312, en el castillo de Tonbridge, Kent, Inglaterra. Se ha alegado que pudieron tener otra hija llamada Joan de Gaveston nacida alrededor de 1310, pero la evidencia es demasiado mínima más allá del rumor como para creerlo cierto. También se dice que Amy era hija de Piers con una amante. No obstante, la evidencia es circunstancial y los registros oficiales mencionan a Amy como hija de Lord de Gaveston y Lady de Clare.
El rey Eduardo hizo una gran celebración por el nacimiento de la pequeña, con gran número de juglares. A pesar de todo, Piers Gaveston fue asesinado seis meses después, dejando a Margaret viuda con una hija pequeña. Su derecho a la dote como condesa de Cornualles fue disputado, y en su lugar el rey le concedió el castillo de Oakham y otras tierras. Pasó a formar parte de la casa real y acompañó a su tío en el viaje de Londres a York de 1316.

## Herencia y segundo matrimonio
Tras la muerte de su hermano, Gilbert de Clare, VII conde de Hertford, en la batalla de Bannockburn (1314), Margaret y sus hermanas, Elizabeth y Eleanor de Clare recibieron la herencia. Margaret era una de las coherederas de las tierras de Gloucester, por lo que su tío arregló otro matrimonio para ella con otro favorito, Hugh de Audley. Ella fue la Sheriff Mayor de Rutland entre 1313 y 1319. El 28 de abril de 1317, Margaret se casó con Hugh de Audley en el castillo de Windsor. Su única hija, Margaret de Audley, nació entre enero de 1318 y noviembre de 1320.

## Guerra de los Despenser
Hugh y Margaret fueron víctimas de su cuñado Hugh Despenser el Joven. En su temeridad y codicia por las tierras de los Clare, el robó a Margaret gran parte de su herencia legítima. En 1321, Hugh de Audley se unió a otros señores de las marcas para saquear, quemar y causar una devastación general en los estados de los Despenser, lo que sería la Guerra de los Despenser. Hugh  fue capturado en la batalla de Boroughbridge (1322), y fue salvado de una ahorcamiento gracias a las súplicas de su esposa. En su lugar, fue hecho prisionero, y dos meses después, su esposa fue enviada al  priorato de Sempringham, Lincolnshire. Ella permaneció allí hasta 1326, cuando Hugh escapó y ella fue liberada de Sempringham.

## Condesa de Gloucester
Hugh y Margaret se reunieron en algún momento de 1326. En el verano de 1336, su única hija, Margaret, fue secuestrada por Ralph Stafford, I conde de Stafford. Sus padres  se quejaron ante el rey Eduardo III, que falló a favor de Stafford. Para apaciguarlos, Eduardo creó el título de conde de Gloucester para Hugh, en recuerdo a uno de los títulos que había ostentado la familia de Margaret.

## Muerte
Margaret murió el 9 de abril de 1342, y su hermana, Lady Elizabeth de Clare pagó plegarias por su alma en el  Priorato de Tonbridge, Kent, donde fue enterrada.